# 11 piki no neko to ahoudori
11 piki no neko to ahoudori (11ぴきのねことあほうどり? lett. "11 gatti affamati e un albatros") è un film d'animazione del 1986 diretto da Tameo Kohanawa.
Sequel di 11 piki no neko, è tratto da una famosa serie di libri illustrati per bambini dello scrittore Noboru Baba, ed è stato proiettato per la prima volta nel 1986. Il film è stato doppiato in tedesco ma non in italiano.

## Trama
La storia narra l'avventura di undici gatti, uno tigrato e gli altri dieci con il pelo azzurro, impegnati nella gestione di un negozio di crocchette e disperati perché gli affari vanno male. Un giorno, però, si presenta al villaggio dei gatti un piccolo albatro interessato alle crocchette. Il volatile invita gli undici nel suo villaggio, ma non sa che i felini hanno cattive intenzioni.